# 圣维克托和梅尔维约
圣维克托和梅尔维约（法語：Saint-Victor-et-Melvieu，法語發音：[sɛ̃ viktɔʁ e mɛlvjø]）是法国阿韦龙省的一个市镇，属于米约区。

## 地理
圣维克托和梅尔维约（44°3'4"N, 2°49'55"E）面积17.91 平方千米，位于法国奧克西塔尼大區阿韦龙省，该省份为法国南部内陆省份，位于法國中央高原南部，北起顺时针与康塔爾省、洛泽尔省、加尔省、埃罗省、塔恩省、塔恩-加龙省和洛特省接壤。
与圣维克托和梅尔维约接壤的市镇（或旧市镇、城区）包括：艾塞讷、莱科斯特戈宗、塔恩河畔圣罗姆、勒特吕埃勒、塔恩河畔维亚拉。

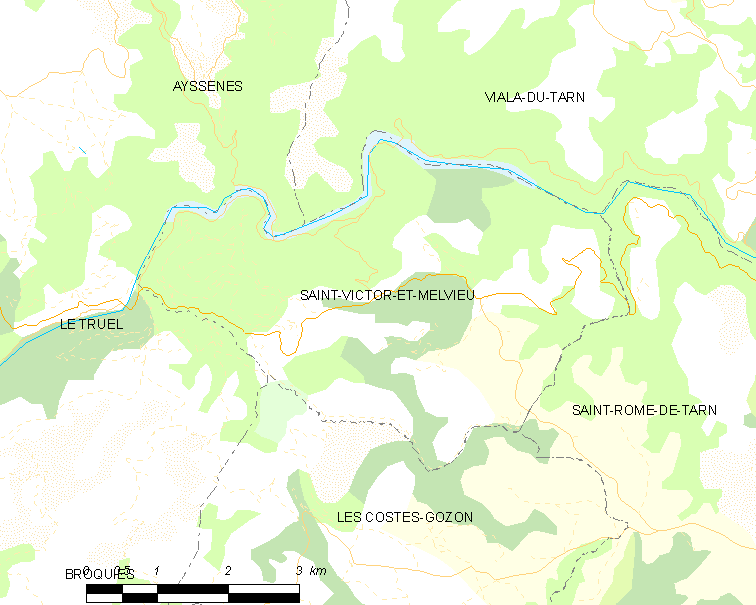
圣维克托和梅尔维约的OSM定位图

圣维克托和梅尔维约的时区为UTC+01:00、UTC+02:00（夏令时）。

## 行政
圣维克托和梅尔维约的邮政编码为12400，INSEE市镇编码为12251。

## 政治
圣维克托和梅尔维约所属的省级选区为拉斯普-莱韦祖县。

## 人口

1962-2008年间圣维克托和梅尔维约人口变化图示

圣维克托和梅尔维约于2022年1月1日时的人口数量为313人。